# 28077 Hard
28077 Hard è un asteroide della fascia principale. Scoperto nel 1998, presenta un'orbita caratterizzata da un semiasse maggiore pari a 2,2349765 au e da un'eccentricità di 0,0580373, inclinata di 5,70584° rispetto all'eclittica.
L'asteroide è dedicato allo statunitense Michael W. Hard.